# Ђиђони (Лука)
Ђиђони је насеље у Италији у округу Лука, региону Тоскана.
Према процени из 2011. у насељу је живело 103 становника. Насеље се налази на надморској висини од 10 м.